# Birkenwald (Naturschutzgebiet)

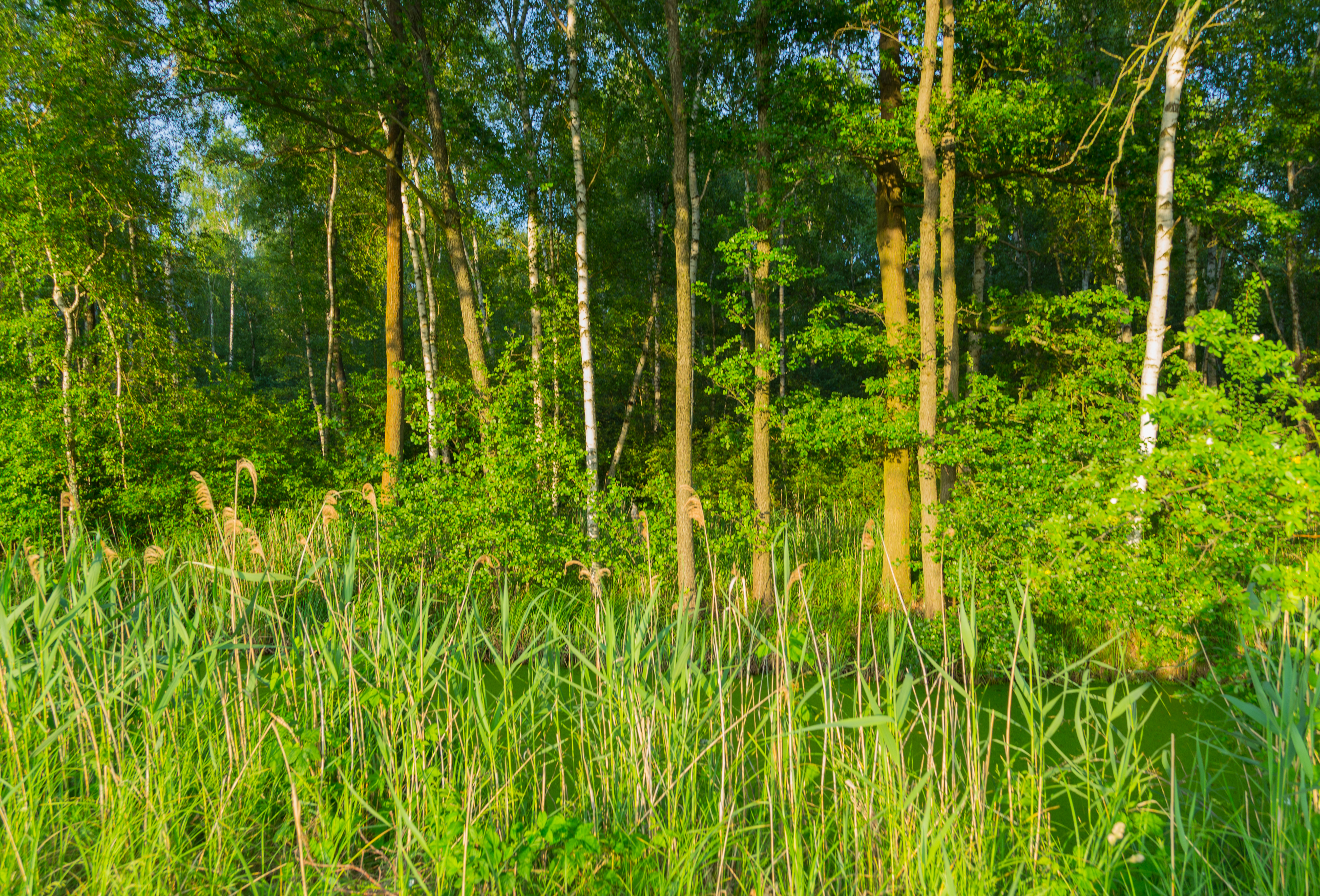
Naturschutzgebiet Birkenwald (Juni 2015)

Das Naturschutzgebiet Birkenwald liegt im Landkreis Dahme-Spreewald in Brandenburg und gehört zum Biosphärenreservat Spreewald.
Das rund 65 ha große Naturschutzgebiet erstreckt sich südlich von Bukoitza, einem Wohnplatz der Stadt Lübben (Spreewald), und südwestlich von Alt Zauche, einem Ortsteil der Gemeinde Alt Zauche-Wußwerk. Nördlich des Gebietes fließt die Altzaucher Spree und südlich der Burg-Lübbener Kanal.

## Bedeutung
Das Gebiet mit der Kenn-Nummer 1293 wurde mit Verordnung vom 12. September 1990 unter Naturschutz gestellt. Es handelt sich um vielseitigen Laubmischwald mit ausgeprägtem Unterwuchs, der von landwirtschaftlicher Nutzfläche umgeben ist.